# Литовезька сільська рада
Литовезька сільська рада Литовезької сільської територіальної громади (до 2016 року — Литовезька сільська рада Іваничівського району Волинської області) — орган місцевого самоврядування Литовезької сільської територіальної громади Волинської області з розміщенням у с. Литовеж.

## Склад ради
Рада складається з 22 депутатів та голови.
Перші вибори депутатів ради та голови громади відбулись 11 грудня 2016 року. Було обрано 22 депутати громади, серед них (за суб'єктами висування): УКРОП — 9, Всеукраїнське об'єднання «Свобода» — 7, Радикальна партія Олега Ляшка — 3, «Розумна сила» — 2, Аграрна партія України — 1.
Головою громади обрали висуванця та члена Всеукраїнського об'єднання «Свобода» Івана Іванчука, тодішнього Литовезького сільського голову.
При сільські раді утворені три постійні депутатські комісії:
- з питань бюджету, фінансів та планування соціально-економічного розвитку;
- з питань освіти, фізичного виховання, культури, охорони здоров'я, соціальної політики, регламенту та депутатської етики;
- з питань земельних відносин, будівництва, інфраструктури, житлово-комунального господарства, природних ресурсів та екології.

## Історія
До 21 грудня 2016 року — адміністративно-територіальна одиниця у Іваничівському районі Волинської області з територією 42,67 кв км та підпорядкуванням села Литовеж.

### Населення
Згідно з переписом УРСР 1989 року чисельність наявного населення сільської ради становила 1607 осіб, з яких 724 чоловіки та 883 жінки.
За переписом населення України 2001 року в сільській раді мешкало 1506 осіб.

### Мова
Розподіл населення за рідною мовою за даними перепису 2001 року:
| Мова       | Відсоток |
| ---------- | -------- |
| українська | 99,00 %  |
| російська  | 0,66 %   |
| білоруська | 0,27 %   |

## Керівний склад сільської ради
| ПІБ                      | Основні відомості                                                                              | Дата обрання | Дата звільнення |
| ------------------------ | ---------------------------------------------------------------------------------------------- | ------------ | --------------- |
| Кривонюк Микола Павлович | Сільський голова, 1959 року народження, освіта                                                 | 26.03.2006   | 31.10.2010      |
| Іванчук Іван Іванович    | Сільський голова, 1961 року народження, освіта вища, член Всеукраїнського об'єднання «Свобода» | 31.10.2010   |                 |

Примітка: таблиця складена за даними джерела